# História quantitativa
A história quantitativa é um método de pesquisa histórica que utiliza recursos quantitativos, estatísticos e computacionais. Às vezes também chamado por historiadores econômicos de cliometria, o termo foi popularizado nas décadas de 1950 e 1960 como historiadores sociais, políticos e econômicos. É considerado um tipo de história das ciências sociais e possui quatro periódicos principais.

## Ramos da história
A análise de conteúdo é uma técnica emprestada da pesquisa jornalística pela qual jornais, revistas ou fontes semelhantes são codificados numericamente de acordo com uma lista padronizada de tópicos.

### História econômica
Os historiadores econômicos usam grandes conjuntos de dados, especialmente aqueles coletados pelos governos desde a década de 1920. Os historiadores da escravidão usaram dados do censo, recibos de vendas e informações de preços para reconstruir a história econômica da escravidão.

### História política
Os quantificadores estudam tópicos como o comportamento eleitoral de grupos em eleições, o comportamento nominal dos legisladores, a distribuição da opinião pública e a taxa de ocorrência de guerras e legislação. A biografia coletiva usa informações padronizadas para um grande grupo para deduzir padrões de pensamento e comportamento.

## História Social
Historiadores sociais que usam métodos quantitativos (às vezes chamados de "novos historiadores sociais", pois eram "novos" durante a década de 1960) usam dados do censo e outros conjuntos de dados para estudar populações inteiras. Os tópicos incluem questões demográficas, como taxas de crescimento populacional, taxas de nascimento, morte, casamento e doença, distribuições ocupacionais e educacionais, genealogia e migrações e mudanças populacionais. 